# Sussaba sugiharai
Sussaba sugiharai là một loài tò vò trong họ Ichneumonidae.